# Provincia de Cojedes
La provincia de Cojedes fue una de las antiguas provincias de Venezuela, cuando este país aún poseía un régimen centralista. La provincia fue creada el 3 de marzo de 1855 al ser separada de la de Carabobo, con un territorio similar al que hoy abarca el actual estado Cojedes.

## Historia
Anterior a su fecha de creación, Cojedes pertenecía a la provincia de Carabobo, que entonces conformaba una de las 11 en las cuales se subdividía Venezuela. Luego en 1851, durante el gobierno de José Tadeo Monagas, fue creada la provincia como parte de la Rectificación de la División Territorial acordada previamente por la Asamblea Legislativa. En 1864 Cojedes deja de ser provincia y se convierte en estado federal por medio de la constitución aprobada en ese año.

## División territorial
En 1855 la provincia de Cojedes estaba dividida en los cantones de San Carlos, Tinaco y Pao.